# 1908 год в кино

## Фильмы

### Мировое кино
- «Дело Дрейфуса»/L’affaire Dreyfus, Франция (реж. Люсьен Нонге, Фернан Зекка и Альбер Капеллани)
- «Приключения Долли»/The Adventures of Dollie, США (реж. Дэвид Уорк Гриффит)

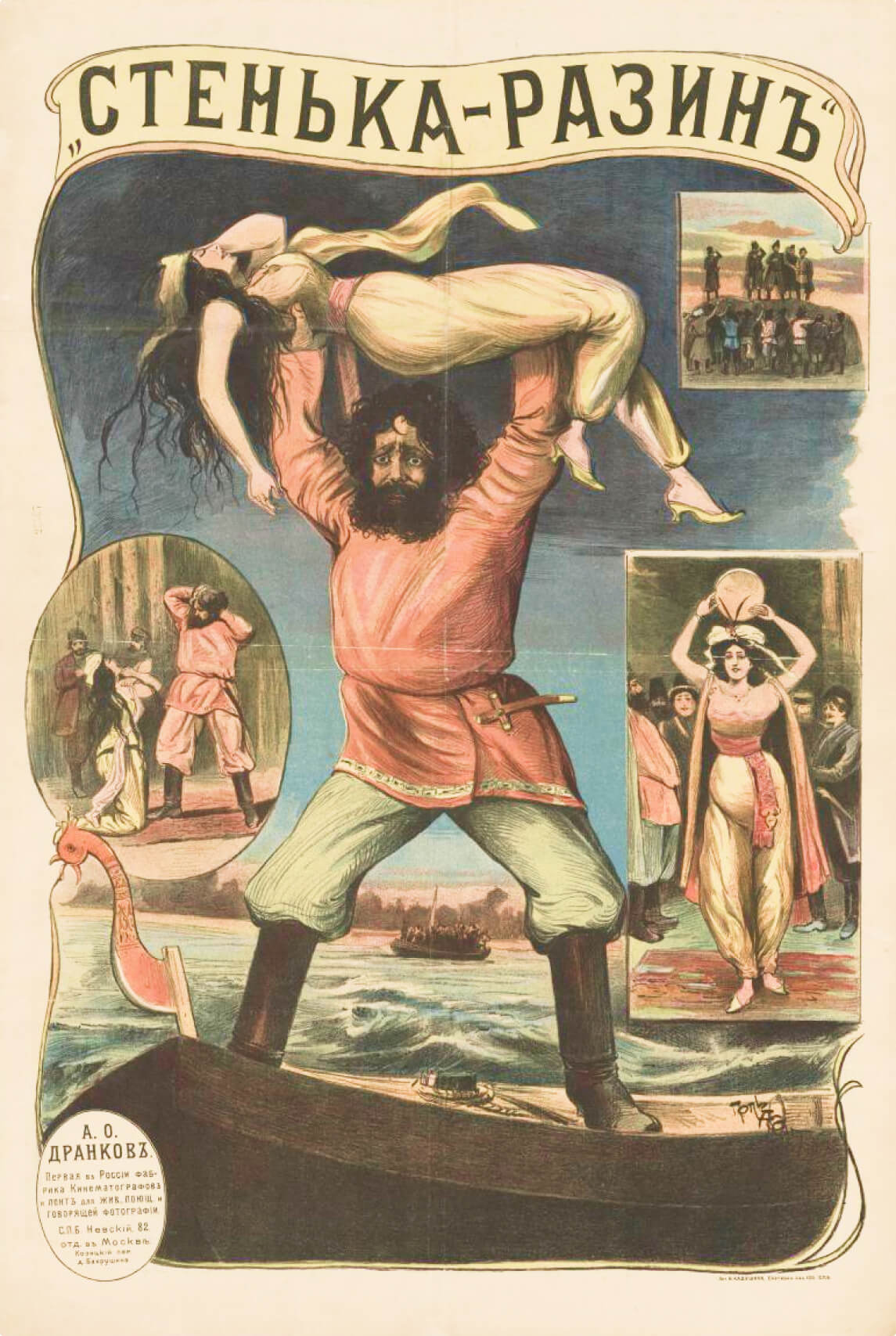
фильм «Понизовая вольница/Стенька Разин»

- «Убийство герцога Гиза»/L’Assassinat du duc de Guise, Франция (реж. Андре Кальметт и Шарль Ле Баржи)

### Российское кино
- «Выбор царской невесты» (реж. Василий Гончаров)
- «Драма в таборе подмосковных цыган» (реж. Владимир Сиверсен)
- «Понизовая вольница/Стенька Разин» (реж. Владимир Ромашков)
- «Свадьба Кречинского» (реж. Александр Дранков)
- «Усердный денщик» (реж. Н.Филиппов)
- «Завод рыбных консервов в Астрахани»

## Знаменательные события
- Снимается первый русский игровой фильм «Стенька Разин» (выпущен 15 октября 1908), киноателье Александра Дранкова.
- Первый полноценный мультфильм «Фантасмагория» Эмиля Коля.

## Родились
- 9 февраля — Фердинанд Печенка, чешский кинооператор.
- 9 марта — Леонид Кмит, советский актёр театра и кино, Народный артист СССР (1968).
- 21 мая — Григорий Айзенберг, советский кинооператор.
- 8 июля — Харальд Райнль, австрийский кинорежиссёр.
- 6 октября — Бьярне Хеннинг-Енсен, датский режиссёр, сценарист, актёр, монтажёр и продюсер.
- 1 ноября — Борис Горбачёв, советский кинооператор.
- 8 декабря — Урсула Граблей, немецкая актриса театра и кино.
- 13 декабря — Ростислав Плятт, советский актёр театра и кино, Народный артист СССР (1961).
- 24 декабря — Любовь Добржанская, советская актриса театра и кино, Народная артистка СССР (1965).